# Джеймс Спейдър
Джеймс Тод Спейдър (на англ.: James Todd Spader) е американски актьор носител на награда Еми и номиниран за Златен глобус. Известен е най-вече с ролите си във филми като „Секс, лъжи и видео“, „Старгейт“ и „Секретарката“. От телевизията е познат с ролите на Алън Шор в „Адвокатите“ и „Адвокатите от Бостън“, Робърт Калифорния в „Офисът“ и Реймънд Редингтън в „Черният списък“.
Спейдър учи в Pike School, където негова майка преподава изкуство и в Brooks School, където е учил неговия баща, Тод. Спейдър е един от най-известните ученици на училището. След това учи в Академията Филипс, но се отказва след 11 клас за да преследва кариерата си на актьор в Ню Йорк.
Среща жена си, Виктория, докато работи в йога студио в Ню Йорк през 80-те години. Двамата се женят през 1987 и имат двама сина, Себастиян и Илайджа. Развеждат се през 2004.

## Филмография
- Endless Love (1981)
- The New Kids (1985)
- Tuff Turf (1985)
- Pretty in Pink (1986)
- Baby Boom (1987)
- На дъното (1987)
- Mannequin (1987)
- Уолстрийт (1987)
- Jack's Back (1988)
- The Rachel Papers (1989)
- Секс, лъжи и видео (1989)
- Bad Influence (1990)
- White Palace (1990)
- Истински цветове (1991)
- Bob Roberts (1992)
- Storyville (1992)
- The Music of Chance (1993)
- Dream Lover (1994)
- Wolf (1994)
- Старгейт (1994)
- 2 Days in the Valley (1996)
- Crash (1996)
- Keys to Tulsa (1997)
- Driftwood (1997)
- Critical Care (1997)
- Curtain Call (1999)
- Супернова (2000)
- Slow Burn (2000)
- Под наблюдение (2000)
- Speaking of Sex (2001)
- The Stickup (2001)
- Секретарката (2002)
- Очевидец (2003)
- Ловец на извънземни (2003)
- Таен доклад (2003)
- Сянката на страха (2004)
- Discovery Atlas China Revealed (2006)
- Линкълн (2012)
- Водачът (2014)
- Отмъстителите: Ерата на Ултрон (2015)

Телевизия
- Адвокатите (2003 – 2004)
- Адвокатите от Бостън (2004 – 2008)
- Офисът (2011 – 2012)
- Черният списък (2013–2023)